# Aníbal Bonan
Pour les articles homonymes, voir Bonan (homonymie).
Pas d'image ? Cliquez ici

a Compétitions nationales et continentales officielles uniquement.

b Matchs officiels uniquement.
Dernière mise à jour le 25 mars 2022.
Aníbal Bonan, né le 10 juin 1984, est un joueur de rugby à XV italo-argentin, international espagnol, évoluant au poste de troisième ligne. 

## Biographie
Aníbal Bonan débute le rugby à 14 ans dans son Argentine natale. À l'âge de 17 ans, il quitte l'Argentine avec sa famille pour rejoindre l'Espagne, afin de fuir la crise économique frappant son pays d'origine. Il s'établit à Madrid, où il porte les couleurs du Getafe Rugby, puis celles du CR Cisneros, menant en parallèle ses études. En 2007, il rejoint le Valladolid RAC. 
En 2009, il est intégré à la sélection espagnole, mais ne débute en match officiel qu'en 2011. Quelques mois plus tard, il quitte l'Espagne pour rejoindre la France et le Stade bagnérais, en Fédérale 1. 
De 2013 à 2018, il devient un joueur important de la sélection nationale, puis ne porte plus les couleurs espagnoles jusqu'à 2021, où il effectue son retour à l'occasion de deux matchs. Dans le même temps en club, il s'installe à Bagnères, où il passe le cap des 100 matchs en 2019-2020. Après 9 saisons à Bagnères, il quitte le club et rejoint le FC Lourdes en 2021, alors en Fédérale 2.

## Statistiques

### En sélection
| Année | Compétition       | Matchs | Points | Essais | Transf. | Drops | Pénal. |
| ----- | ----------------- | ------ | ------ | ------ | ------- | ----- | ------ |
| 2011  | ENC 1A 2010-2012  | 1      | -      | -      | -       | -     | -      |
| 2012  | ENC 1A 2010-2012  | 1      | -      | -      | -       | -     | -      |
| 2013  | ENC 1A 2012-2014  | 4      | -      | -      | -       | -     | -      |
| 2013  | Test              | 2      | -      | -      | -       | -     | -      |
| 2014  | ENC 1A 2012-2014  | 3      | -      | -      | -       | -     | -      |
| 2015  | Coupe des nations | 3      | 5      | 1      | -       | -     | -      |
| 2015  | Test              | 2      | 5      | 1      | -       | -     | -      |
| 2016  | ENC 1A 2014-2016  | 4      | -      | -      | -       | -     | -      |
| 2017  | REC               | 3      | -      | -      | -       | -     | -      |
| 2017  | Test              | 1      | 5      | 1      | -       | -     | -      |
| 2018  | REC               | 4      | 10     | 2      | -       | -     | -      |
| 2021  | REC               | 2      | -      | -      | -       | -     | -      |
| 2021  | Test              | 1      | -      | -      | -       | -     | -      |
| 2022  | REC               | 3      | -      | -      | -       | -     | -      |
| Total | Total             | 34     | 25     | 5      | -       | -     | -      |

| Essai | Adversaire | Lieu                               | Compétition            | Date             | Résultat | Score |
| ----- | ---------- | ---------------------------------- | ---------------------- | ---------------- | -------- | ----- |
| 1     | Namibie    | Stade Arcul de Triumf, Bucarest    | Coupe des nations 2015 | 21 juin 2015     | Victoire | 20-3  |
| 1     | Kenya      | RFUEA Ground (en), Nairobi         | Test                   | 18 juillet 2015  | Défaite  | 36-27 |
| 1     | Brésil     | Estadio El Pantano, Villajoyosa    | Test                   | 25 novembre 2017 | Victoire | 67-28 |
| 2     | Allemagne  | Stade national complutense, Madrid | REC 2018               | 11 mars 2018     | Victoire | 84-10 |